# Mucuritas
Mucuritas est l'une des six paroisses civiles de la municipalité d'Achaguas dans l'État d'Apure au Venezuela. Sa capitale est El Samán de Apure.

## Géographie

### Démographie
Hormis sa capitale El Samán de Apure, la paroisse civile possède plusieurs localités dont :
- Banco Largo
- El Guayabo
- El Samán de Apure